# Arinaganahalli, Kolar
Arinaganahalli là một làng thuộc tehsil Kolar, huyện Kolar, bang Karnataka, Ấn Độ.